# Lepidium serra
Lepidium serra är en korsblommig växtart som beskrevs av Horace Mann. Lepidium serra ingår i släktet krassingar, och familjen korsblommiga växter. Inga underarter finns listade i Catalogue of Life.